# Endereço de rede

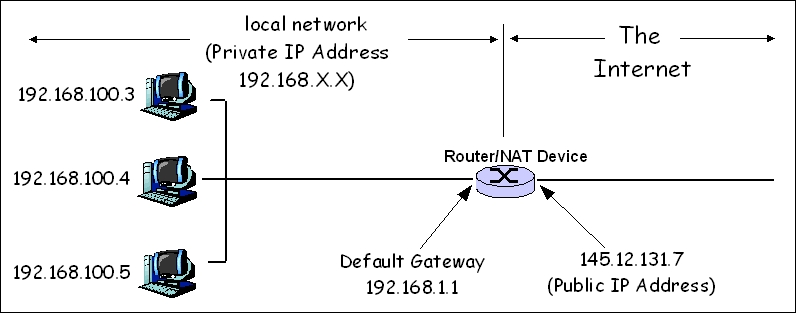
Diagrama de rede com o endereço IP da rede indicado ex: 192.168.100.3.

Um endereço de rede é um identificador para um nó ou host em uma rede de telecomunicações. Os endereços de rede são projetados para serem identificadores únicos na rede, embora algumas redes permitam endereços locais, privados ou endereços administrados localmente que podem não ser únicos. Endereços de rede especiais são alocados como endereços de difusão ou multicast. Estes também não são únicos.
Em alguns casos, os hosts de rede podem ter mais de um endereço de rede. Por exemplo, cada interface de rede pode ser identificada exclusivamente. Além disso, como os protocolos são frequentemente em camadas, mais de um endereço de rede de protocolo pode ocorrer em qualquer interface ou nó de rede específico e mais de um tipo de endereço de rede pode ser usado em qualquer rede.

## Exemplos
Exemplos de endereços de rede incluem:
- Número de telefone, na rede pública de telefonia comutada
- Endereço IP, em redes IP, incluindo a Internet
- Endereço IPX, no NetWare
- Endereço X.25 ou X.21, em uma rede de dados comutada por circuitos
- Endereço MAC, em Ethernet e outras tecnologias de rede IEEE 802 relacionadas